# Francis Hillmeyer
Francis Hillmeyer est un homme politique français né le 9 septembre 1946 à Mulhouse.

## Biographie
Francis Hillmeyer est journaliste reporter-photographe de formation. Élu conseiller municipal de sa commune, Pfastatt, en 1983. Adjoint en 1989, maire en 1995.
Il est élu député de la sixième circonscription du Haut-Rhin le 25 juin 2000, lors d'un élection législative partielle, en remplacement de Jean-Jacques Weber déchu de son mandat. Il est réélu le 16 juin 2002 pour la XIIe législature (2002-2007). De 2000 à 2007, il est membre du groupe UDF à l'Assemblée nationale.
Après avoir soutenu François Bayrou au premier tour de l'élection présidentielle de 2007, il annonce son ralliement à la candidature de Nicolas Sarkozy pour le second tour. En désaccord avec la stratégie de François Bayrou, il quitte l'UDF et est un des membres fondateurs du Nouveau Centre. Il est réélu le 10 juin 2007 député dès le premier tour avec le score de 50,36 % devant Antoine Homé (PS) 23,04 %, Martine Binder (FN) 8,72 % et Raphaëlle Vaginay (MoDem) 6,56 %.
En 2012, il est réélu député avec 44.11 % des voix au second tour, devant Malika Schmidlin-Ben M'Barek (PS) avec 32.56 % et Martine Binder (FN) avec 23.34 %.
En 2014, il se voit critiquer pour avoir usé de sa réserve parlementaire en faveur de l'Association d'entraide des Marocains du Haut-Rhin à hauteur de 5 000 €.
Il soutient Alain Juppé pour le premier tour de la primaire présidentielle des Républicains de 2016 et François Fillon au second tour.
Il est éliminé dès le premier tour des élections législatives du 10 juin 2017. Il n'arrive qu'en troisième position derrière Bruno Fuchs de La République en marche et Sylvain Marcelli du Front national.

## Mandats politiques nationaux
- 2000-2002 : Député UDF du Haut-Rhin
- 2002-2007 : Député UDF du Haut-Rhin
- 2007-2012 : Député Nouveau Centre du Haut-Rhin
- 2012-2017 : Député UDI du Haut-Rhin

## Mandats politiques locaux
- 1983-1989 : Conseiller municipal de Pfastatt (Haut-Rhin)
- 1989-1995 : Adjoint au maire de Pfastatt (Haut-Rhin)
- 1995-2001 : Maire de Pfastatt (Haut-Rhin)
- 2001-2008 : Maire de Pfastatt (Haut-Rhin)
- 2008-2014 : Maire de Pfastatt (Haut-Rhin)
- 2014-2020 : Maire de Pfastatt (Haut-Rhin)
- 2020-2026 : Maire de Pfastatt (Haut-Rhin)